# Honda RA106
Der Honda RA106 war der Formel-1-Rennwagen von Honda Racing F1 für die Saison 2006 und zeitgleich das erste Fahrzeug des Unternehmens seit 1968, dass unter eigener Regie entwickelt und in der Formel 1 eingesetzt wurde. Der Vorjahreswagen BAR 007 war zwar wie seine Vorgänger seit 2000 bereits von Honda motorisiert, jedoch noch direkt bei British American Racing entstanden, dass Honda Ende 2005 aufkaufte. Zudem wurde er praktisch unverändert ein Jahr später vom Satellitenteam Super Aguri als SA07 eingesetzt.

## Technik und Entwicklung
Der Honda RA106 basierte auf dem Vorgängerfahrzeug von BAR und entstand unter der Führung des technischen Direktors Geoff Willis um Chefdesigner Kevin Taylor und Chefaerodynamiker Simon Lacey. Die Verträge mit Reifenhersteller Michelin und dem Treibstofflieferanten ENEOS wurden verlängert. Auch die Motorisierung stammte wie schon in der Saison 2005 von Honda. Das bereits von BAR eingesetzte, selbst entwickelte 7-Gang-Getriebe der Vorjahre wurde weiterentwickelt und auch im RA106 verwendet. Im Zuge der Regelanpassungen durch die FIA für die Saison 2006 handelte es sich nun jedoch um einen Achtzylinder. Der vom Unternehmen eingesetzte Honda RA806E wurde auch an das Satellitenteam Super Aguri geliefert und entwickelte um die 650 PS bei 19.500 Umdrehungen pro Minute.

## Lackierung und Sponsoring
Die Übernahme BARs durch Honda hinterließ keine sonderlichen Spuren auf den Fahrzeugen, das Kerndesign der Vorjahre wurde praktisch unverändert übernommen. Angelehnt sowohl an den Hauptsponsor BAT, der weiterhin mit seiner Kernmarke Lucky Strike warb, als auch an den nun Teameigner Honda wurde das Fahrzeug weiß lackiert und durch farbliche Akzente in Schwarz, Rot und Besch ergänzt. Für das Rennen in China entschied sich BAT jedoch wie schon in den Vorjahren für die dort populärere Marke State Express 555 zu werben, wodurch die Fahrzeuge für den Grand Prix einmalig eine weiß-blau-gelbe Farbgebung erhielten. In Ländern, in denen das Bewerben von Tabakprodukten nicht erlaubt war, wurden die runden Logos der Marken durch künstlerisch verfremdete Formen überklebt sowie die Aufschriften des Namens durch scherzhafte Aufforderungen wie „LOOK RIGHT“, „LOOK LEFT“ oder „DON’T WALK“ („Schau rechts“, „Schau links“, „Laufe nicht“) ersetzt.
Neben British American Tobacco (BAT) mit den Marken Lucky Strike und State Express 555 als Hauptsponsor warben unter anderem NGK Spark Plug, Intercond und Ray Ban auf dem Fahrzeug.

## Fahrer und Saisonverlauf
Als erster Fahrer wurde der Brasilianer Rubens Barrichello verpflichtet, der nach einem fünfjährigen, erfolgreichen Engagement die Scuderia Ferrari Ende 2005 verlassen musste und Honda mit seiner Erfahrung helfen sollte, die Lücke zur Spitze zu schließen. Er trat mit der Startnummer 11 an. Die Weiterbeschäftigung des zweiten Fahrers Jenson Button war zunächst nicht vorgesehen, da dieser bereits zu BAR-Zeiten 2005 einen Vertrag mit Williams F1 für die Saison 2006 abgeschlossen hatte. Als Williams durch den Verlust sowohl des Hauptsponsors als auch BMW als Werkspartner jedoch in eine Rezession zu schlittern drohte löste Button den Vertrag durch eine persönliche Zahlung auf und kehrte nun als zweiter Fahrer zu Honda zurück. Er bekam die Startnummer 12. Der bisherige Honda-Schützling Takuma Satō spielte in den Planungen von Honda keine direkte Rolle mehr und wurde ins unterlegene Satellitenteam Super Aguri versetzt. Als dritter Fahrer wurde Anthony Davidson unter Vertrag genommen, während Marco Andretti, Adam Carroll, Danilo Dirani, James Rossiter und Alan van der Merwe als vereinzelte Testfahrer beschäftigt wurden.
Schon früh in der Saison 2006 zeigte sich das Potential des Fahrzeuges, insbesondere, als Button bereits im zweiten Rennen als Dritter einen Podestplatz erreichen konnte, jedoch konnte Honda nach anfänglichen Schwierigkeiten erst in der zweiten Saisonhälfte das volle Potential des Fahrzeuges ausschöpfen. Button gewann überraschend in Ungarn und stand beim Saisonfinale in Brasilien erneut als Dritter auf dem Podium, während Rubens Barrichello zuverlässig über die Saison Punkte sammelte und Honda so mit 86 Punkten einen sehr zufriedenstellenden vierten Platz in der Konstrukteurswertung erreichen konnte. In der Fahrerwertung platzierte sich Button mit 56 Punkten auf Rang 6 vor seinem Teamkollegen Barrichello, der mit 30 Punkten Siebter wurde.
Für die Saison 2007 wurden beide Piloten weiterbeschäftigt.

## Ergebnisse
| Fahrer                          | Nr.                             | 1  | 2  | 3   | 4  | 5   | 6 | 7  | 8   | 9   | 10  | 11  | 12  | 13 | 14 | 15 | 16 | 17 | 18 | Punkte | Rang |
| ------------------------------- | ------------------------------- | -- | -- | --- | -- | --- | - | -- | --- | --- | --- | --- | --- | -- | -- | -- | -- | -- | -- | ------ | ---- |
| Formel-1-Weltmeisterschaft 2006 | Formel-1-Weltmeisterschaft 2006 |    |    |     |    |     |   |    |     |     |     |     |     |    |    |    |    |    |    | 86     | 4.   |
| R. Barrichello                  | 11                              | 15 | 10 | 7   | 10 | 5   | 7 | 4  | 10  | DNF | 6   | DNF | DNF | 4  | 8  | 6  | 6  | 12 | 7  | 86     | 4.   |
| J. Button                       | 12                              | 4  | 3  | 10* | 7  | DNF | 6 | 11 | DNF | 9   | DNF | DNF | 4   | 1  | 4  | 5  | 4  | 4  | 3  | 86     | 4.   |

| Legende  | Legende            | Legende                                                          |
| Farbe    | Abkürzung          | Bedeutung                                                        |
| -------- | ------------------ | ---------------------------------------------------------------- |
| Gold     | –                  | Sieg                                                             |
| Silber   | –                  | 2. Platz                                                         |
| Bronze   | –                  | 3. Platz                                                         |
| Grün     | –                  | Platzierung in den Punkten                                       |
| Blau     | –                  | Klassifiziert außerhalb der Punkteränge                          |
| Violett  | DNF                | Rennen nicht beendet (did not finish)                            |
| Violett  | NC                 | nicht klassifiziert (not classified)                             |
| Rot      | DNQ                | nicht qualifiziert (did not qualify)                             |
| Rot      | DNPQ               | in Vorqualifikation gescheitert (did not pre-qualify)            |
| Schwarz  | DSQ                | disqualifiziert (disqualified)                                   |
| Weiß     | DNS                | nicht am Start (did not start)                                   |
| Weiß     | WD                 | zurückgezogen (withdrawn)                                        |
| Hellblau | PO                 | nur am Training teilgenommen (practiced only)                    |
| Hellblau | TD                 | Freitags-Testfahrer (test driver)                                |
| ohne     | DNP                | nicht am Training teilgenommen (did not practice)                |
| ohne     | INJ                | verletzt oder krank (injured)                                    |
| ohne     | EX                 | ausgeschlossen (excluded)                                        |
| ohne     | DNA                | nicht erschienen (did not arrive)                                |
| ohne     | C                  | Rennen abgesagt (cancelled)                                      |
| ohne     | keine WM-Teilnahme |                                                                  |
| sonstige | P/fett             | Pole-Position                                                    |
| sonstige | 1/2/3/4/5/6/7/8    | Punktplatzierung im Sprint-/Qualifikationsrennen                 |
| sonstige | SR/kursiv          | Schnellste Rennrunde                                             |
| sonstige | *                  | nicht im Ziel, aufgrund der zurückgelegten Distanz aber gewertet |
| sonstige | ()                 | Streichresultate                                                 |
| sonstige | unterstrichen      | Führender in der Gesamtwertung                                   |